# Първа балканска социалдемократическа конференция
Първата балканска социалдемократическа конференция е конференция на социалистически организации от Балканите, проведена в Белград на 7 – 9 януари 1910 година (25 – 27 декември 1909 година стар стил).
В конференцията участват представители на Сръбската социалдемократическа партия, Българската работническа социалдемократическа партия (тесни социалисти), Социалдемократическата партия на Хърватия и Славония, Югославянската социалдемократическа партия, Социалдемократическата партия на Босна и Херцеговина, Арменската социалдемократическа партия „Хунчакиян“ и няколко социалистически групи от Македония и Черна гора. Поради противопоставянето на българските тесни социалисти, на конференцията не са поканени Българската работническа социалдемократическа партия (широки социалисти) и Солунската работническа социалдемократическа федерация, а в знак на протест срещу това Румънската социалдемократическа партия отказва да участва и е представяна от Сръбската социалдемократическа партия.
Конференцията се обявява за създаване на Балканска федеративна република. Тя взема решение за създаване на Балканска социалдемократическа федерация, което остава нереализирано, заради конфликта между двете български социалдемократически партии. По същата причина не е проведена и насрочената за следващата година нова конференция в София.

## Вижте още
- Втора балканска социалдемократическа конференция